# Kees Booy
Cornelis (Kees) Booy (Krommenie, 20 september 1921 – Groningen, 9 december 2013) was een van de grondleggers van de orthodontie in Nederland. 
Booy ging in 1940 tandheelkunde aan de Universiteit van Utrecht in Utrecht studeren. In 1943 moest hij deze studie afbreken toen hij door de Duitse bezetters onder dwang als tandtechnicus in Berlijn te werk werd gesteld. In 1947 studeerde hij alsnog af en ging hij als staflid meehelpen aan het opzetten van de afdeling Orthodontie van professor K.G. (Klaas) Bijlstra in Groningen. Hij behoorde tot de eerste groep tandartsen die in 1953 als orthodontist in het specialistenregister werd ingeschreven. Booy werd in 1971 lector in Groningen. Van 1980 tot 1986 was hij er hoogleraar.
Booy heeft een aantal grote verbeteringen aangebracht in het ontwerp van uitneembare orthodontische apparatuur. Veel van zijn kennis hiervan is in een tekstboek van prof. dr. H. Boersma over uitneembare apparatuur verwerkt. De Amerikaanse orthodontist Sidney Brandt maakte Booy in 1959 bekend met de vastzittende apparatuur van de Australische orthodontist Raymond Begg. Later begeleidde Brandt de behandelingen in Groningen van de eerste patiënten met deze apparatuur vanuit de Verenigde Staten via luchtpost. Dit was het begin van talloze cursussen en congressen die Booy gedurende decennia in binnen- en buitenland over de Begg-techniek organiseerde. Daarnaast verschenen er van zijn hand talrijke publicaties in vaktijdschriften.
Diverse keren was Booy voorzitter van Nederlandse en Europese orthodontische congressen en verenigingen. Hij was erelid van de European Begg Society of Orthodontics, Nederlandse Vereniging van Orthodontisten, Deutsche Gesellschaft für Kieferorthopädie en erevoorzitter van de Nederlandse Vereniging voor Orthodontische Studie. Hij ontving in 1988 de Dr. J.A.W. van Loon Award van de Nederlandse Vereniging voor Orthodontische Studie en gaf in 1994 de eervolle Northcroft Memorial Lecture van de British Society for the Study of Orthodontics. Bij zijn emeritaat werd hij tot Officier in de Orde van Oranje Nassau benoemd.
In 1988 werd de Booy Foundation naar hem vernoemd, een stichting die orthodontische bij- en nascholing verzorgt. In 2014 heeft de European Begg Society of Orthodontics een Booy Memorial Lecture ingesteld.